# Oberregenbach
Oberregenbach ist gemeinsam mit Unterregenbach ein Ortsteil der Stadt Langenburg im Landkreis Schwäbisch Hall im Bundesland Baden-Württemberg, Deutschland. Ober- und Unterregenbach hatten 2022 zusammen 130 Einwohner.

## Geographie
Oberregenbach ist ein Weiler im Norden des Landkreises Schwäbisch Hall in der Region Hohenlohe. Der Ort liegt im tiefen Taleinschnitt der Jagst, der von einer flachen Landschaft umgeben ist, die zur Hohenloher Ebene gehört. Die Umgebung ist geprägt von Waldgebieten, Wiesen und landwirtschaftlichen Flächen.

## Geschichte
Der Ort wurde erstmals 1357 als Obernregenbach im hohenlohischen Gültbuch genannt und war im Laufe seiner Geschichte Teil verschiedener Herrschaftsgebiete, gehörte aber schon früh überwiegend zur Herrschaft Langenburg. Die Wirtschaft in Oberregenbach ist traditionell landwirtschaftlich geprägt. Vermutlich wurde der Ort schon als bäuerliche Siedlung des karolingischen Stifts Unterregenbach gegründet. Kirchlich war der Ort im späten Mittelalter Bächlingen und ab 1553 Langenburg zugeordnet. Seit 1579 gehört der Ort zur Kirchengemeinde von Unterregenbach. In einem Gemeindebrief von 1687 wird eine Dorfgemeinschaft mit agrarischer Ausrichtung erwähnt, deren Lebensgrundlage hauptsächlich auf Ackerbau, Viehzucht (Rinder, Schweine, Schafe) und der Nutzung des Waldes basierte. Zudem werden darin eine Mühle, eine Schmiede und ein Wirtshaus erwähnt.
Gemäß der württembergischen Gemeindeordnung von 1930 beschloss die Gesamtgemeinde Langenburg am 22. März 1934  die Auflösung der Teilgemeinden und die Vereinigung von Langenburg, Atzenrod, Unterregenbach, Oberregenbach und Ludwigsruhe-Neuhof zu einer einheitlichen Stadtgemeinde. Im Zweiten Weltkrieg wurde die Brücke von Oberregenbach am  7. April 1945 gesprengt, um den Vormarsch der Alliierten aufzuhalten. Diese besetzten den Ort am 11. April kampflos.